# Madrigal
Madrigal là một thể loại thanh nhạc thế tục phát triển vào thời kỳ phục hưng đến thời kỳ đầu ba rốc.. Madrigal bắt nguồn ở Ý vào năm 1520. Madrigal có nguồn gốc một phần từ frottola, một phần đến từ sự hồi sinh thơ tiếng địa phương Ý và cũng từ ảnh hưởng của chanson Pháp và phong cách đa âm sắc của bài thánh ca được viết bởi nhà soạn nhạc Pháp-Flemish những người đã nhập quốc tịch Ý trong giai đoạn này. Ở Ý, các madrigal là hình thức thế tục quan trọng nhất. Madrigal đạt tới đỉnh cao chính thức và lịch sử của nó vào nửa cuối của thế kỷ 16.